# Gustav Fröhlich (pływak)
Gustav Fröhlich (ur. w 1902 r. na Samoa, zm. 17 kwietnia 1968 r. w Sydney) – niemiecki pływak, jeden z czołowych pływaków europejskich lat dwudziestych, medalista mistrzostw Europy, uczestnik igrzysk olimpijskich.
Fröhlich specjalizował się w pływaniu stylem grzbietowym. W 1921 roku ustanowił na tym dystansie czasem 1:17,3. Zdobył także dwa medale mistrzostw Europy: w 1926 roku w Budapeszcie i w 1927 roku w Bolonii Niemiec zdobył tytuł mistrzowski; oraz pięć tytułów mistrza Niemiec w latach 1921-1926.